# Брацлавська сільська рада
Брацла́вська сільська рада (рос. Брацлавский сельский совет) — сільське поселення у складі Адамовського району Оренбурзької області Росії.
Адміністративний центр — село Брацлавка.

## Населення
Населення — 1197 осіб (2019; 1504 в 2010, 1961 у 2002).

## Склад
До складу сільської ради входять:
| Населений пункт | Населення, осіб (2002) | Населення, осіб (2010) |
| --------------- | ---------------------- | ---------------------- |
| Аневка, село    | 328                    | 254                    |
| Брацлавка, село | 1085                   | 947                    |
| Каїнсай, село   | 269                    | 111                    |
| Каменецьк, село | 279                    | 192                    |